# Bão Chebi (2006)

## Đường đi của bão
Bão Chebi là một cơn bão mạnh được hình thành từ vùng biển phía đông quần đảo Philippines vào tháng 11 năm 2006.

## Thông tin
Hồi 13 giờ ngày 10 tháng 11 năm 2006, vị trí tâm bão ở vào khoảng 16,2 độ vĩ bắc; 125,5 độ kinh đông, cách đảo Ludông (Philippin) khoảng 450 km về phía đông. Sức gió mạnh nhất ở vùng gần tâm bão mạnh cấp 13, cấp 14 (tức là từ 134 đến 166 km một giờ), giật trên cấp 14.

## Thông báo bão tại vùng biển Thái Bình Dương
Dự đoán hướng đi của bão theo thông báo bão của các cơ quan khí tượng:
- HongKong Lưu trữ ngày 23 tháng 8 năm 2006 tại Wayback Machine
- Việt Nam Lưu trữ ngày 10 tháng 11 năm 2006 tại Wayback Machine
- Hải Quân Hoa Kỳ Lưu trữ ngày 3 tháng 9 năm 2006 tại Wayback Machine
- Nhật Bản

Ảnh vệ tinh bão:
- Philippine
- Ảnh vệ tinh bão XANGSANE 2006
- Hải quân Hoa Kỳ Lưu trữ ngày 12 tháng 9 năm 2006 tại Wayback Machine
- GOES IR Biển Đông Lưu trữ ngày 5 tháng 12 năm 2006 tại Wayback Machine
- Singapore ASEAN Lưu trữ ngày 13 tháng 11 năm 2006 tại Wayback Machine
- Ảnh Vệ Tinh Vùng Đông Nam Á Lưu trữ ngày 4 tháng 7 năm 2006 tại Wayback Machine theo trang Dự Báo Thời Tiết Bão Lụt Việt Nam.